# Coniochaeta angustispora
Coniochaeta angustispora är en svampart som beskrevs av D. Hawksw. & H.Y. Yip 1981. Coniochaeta angustispora ingår i släktet Coniochaeta och familjen Coniochaetaceae.   Inga underarter finns listade i Catalogue of Life.